# Иран на летних Олимпийских играх 2012
Иран на летних Олимпийских играх 2012 был представлен в четырнадцати видах спорта.

## Награды
| Медаль                       | Спортсмен          | Вид спорта           | Дисциплина             | Дата            |
| ---------------------------- | ------------------ | -------------------- | ---------------------- | --------------- |
| Золото                       | Хамид Сориан       | Греко-римская борьба | Мужчины, до 55 кг      | 5 августа 2012  |
| Золото                       | Омид Норузи        | Греко-римская борьба | Мужчины, до 60 кг      | 6 августа 2012  |
| Золото                       | Гасем Резаи        | Греко-римская борьба | Мужчины, до 96 кг      | 7 августа 2012  |
| Золото (с 26 июля 2019 года) | Комейл Гасеми,     | Вольная борьба       | Мужчины, до 120 кг     | 26 июля 2019    |
| Золото                       | Саид Мохаммадпур   | Тяжёлая атлетика     | Мужчины, до 94 кг      | 4 августа 2012  |
| Золото                       | Наваб Насиршелал   | Тяжёлая атлетика     | Мужчины, до 105 кг     | 6 августа 2012  |
| Золото                       | Бехдад Салими      | Тяжёлая атлетика     | Мужчины, свыше 105 кг  | 7 августа 2012  |
| Серебро                      | Киануш Ростами     | Тяжёлая атлетика     | Мужчины, до 85 кг      | 3 августа 2012  |
| Серебро                      | Саджад Ануширавани | Тяжёлая атлетика     | Мужчины, свыше 105 кг  | 7 августа 2012  |
| Серебро                      | Эхсан Хадади       | Лёгкая атлетика      | Мужчины, метание диска | 7 августа 2012  |
| Серебро                      | Мохаммад Багери    | Тхэквондо            | Мужчины, до 68 кг      | 10 августа 2012 |
| Серебро                      | Садег Гударзи      | Вольная борьба       | Мужчины, до 74 кг      | 10 августа 2012 |
| Бронза                       | Эхсан Лашгари      | Вольная борьба       | Мужчины, до 84 кг      | 11 августа 2012 |

## Результаты соревнований

### Академическая гребля
В следующий раунд из каждого заезда проходили несколько лучших экипажей (в зависимости от дисциплины). В утешительный заезд попадали спортсмены, выбывшие в предварительном раунде. В финал A выходили 6 сильнейших экипажей, остальные разыгрывали места в утешительных финалах B-F.
Мужчины
| Соревнование | Спортсмены  | Предварительный заезд | Предварительный заезд | Предварительный заезд | Отборочный заезд | Отборочный заезд | Отборочный заезд | Четвертьфинал | Четвертьфинал | Четвертьфинал | Полуфинал     | Полуфинал     | Полуфинал     | Финал   | Финал   | Итоговое место |
| Соревнование | Спортсмены  | Заезд                 | Время                 | Место                 | Заезд            | Время            | Место            | Заезд         | Время         | Место         | Заезд         | Время         | Место         | Время   | Место   | Итоговое место |
| ------------ | ----------- | --------------------- | --------------------- | --------------------- | ---------------- | ---------------- | ---------------- | ------------- | ------------- | ------------- | ------------- | ------------- | ------------- | ------- | ------- | -------------- |
| одиночки     | Мохсен Шади | 1                     | 7:27,42               | 6                     | 2                | 7:11,55          | 2 Q              | 4             | 7:32,72       | 6             | Полуфинал C/D | Полуфинал C/D | Полуфинал C/D | Финал D | Финал D | 22             |
| одиночки     | Мохсен Шади | 1                     | 7:27,42               | 6                     | 2                | 7:11,55          | 2 Q              | 4             | 7:32,72       | 6             | 1             | 8:20,29       | 6             | 7:31,42 | 4       | 22             |

Женщины
| Соревнование | Спортсмены    | Отборочная гонка | Отборочная гонка | Утешительный заезд | Утешительный заезд | Четвертьфинал | Четвертьфинал | Полуфинал     | Полуфинал     | Финал   | Финал   | Итоговое место |
| Соревнование | Спортсмены    | Время            | Место            | Время              | Место              | Время         | Место         | Время         | Место         | Время   | Место   | Итоговое место |
| ------------ | ------------- | ---------------- | ---------------- | ------------------ | ------------------ | ------------- | ------------- | ------------- | ------------- | ------- | ------- | -------------- |
| Одиночки     | Сулмаз Аббаси | 8:17,46          | 6                | 8:05,99            | 2 (Q)              | 8:27,28       | 6             | Полуфинал C/D | Полуфинал C/D | Финал D | Финал D | 24             |
| Одиночки     | Сулмаз Аббаси | 8:17,46          | 6                | 8:05,99            | 2 (Q)              | 8:27,28       | 6             | 8:30,74       | 6             | 8:57,98 | 6       | 24             |

### Бокс
Спортсменов — 4
Мужчины
| Соревнование | Спортсмены      | Первый раунд                  | Второй раунд                   | Четвертьфинал                      | Полуфинал            | Финал                |
| Соревнование | Спортсмены      | Соперник Результат            | Соперник Результат             | Соперник Результат                 | Соперник Результат   | Соперник Результат   |
| ------------ | --------------- | ----------------------------- | ------------------------------ | ---------------------------------- | -------------------- | -------------------- |
| до 64 кг     | Мехди Толути    | Хонатан Алонсо (ESP) В 16—12  | Данияр Елеусинов (KAZ) П 10—19 | Завершил выступление               | Завершил выступление | Завершил выступление |
| до 69 кг     | Амин Гасемипур  | Габриэль Маэстре (VEN) П 8—13 | Завершил выступление           | Завершил выступление               | Завершил выступление | Завершил выступление |
| до 81 кг     | Эхсан Рузбахани | Джейсон Монрой (COL) В 12—10  | Бахрам Музаффер (TUR) В 18—12  | Адильбек Ниязымбетов (KAZ) П 10—13 | Завершил выступление | Завершил выступление |
| до 91 кг     | Али Мазахери    | DSQ                           | Завершил выступление           | Завершил выступление               | Завершил выступление | Завершил выступление |

### Борьба
Спортсменов — 13
Мужчины
Вольная борьба
| Соревнование | Спортсмены      | Первый раунд          | Второй раунд           | Четвертьфинал        | Полуфинал            | Финал                | Утешительный раунд | Бой за 3-е место     | Место                                                           |
| Соревнование | Спортсмены      | Соперник Результат    | Соперник Результат     | Соперник Результат   | Соперник Результат   | Соперник Результат   | Соперник Результат | Соперник Результат   | Место                                                           |
| ------------ | --------------- | --------------------- | ---------------------- | -------------------- | -------------------- | -------------------- | ------------------ | -------------------- | --------------------------------------------------------------- |
| до 55 кг     | Хассан Рахими   | Наранбаатар (MGL) 3-0 | Кумар (IND) 1-3        | Завершил выступление | Завершил выступление | Завершил выступление | не участвовал      | не участвовал        | 8                                                               |
| до 60 кг     | Масуд Эсмаилпур | Торрес (MEX) 3-0      | Жумагазиев (KAZ) 3-1   | Кудухов (RUS) 1-3    | Завершил выступление | Завершил выступление | Дутт (IND) 1-3     | Завершил выступление | 7                                                               |
| до 66 кг     | Мехди Тагави    | Лопес (CUB) 1-3       | Завершил выступление   | Завершил выступление | Завершил выступление | Завершил выступление | не участвовал      | не участвовал        | 14                                                              |
| до 74 кг     | Садег Гударзи   | не участвовал         | Терзиев (BUL) 3-0      | Тигиев (UZB) 3-0     | Хатош (HUN) 3-0      | Барроуз (USA) 0-3    | не участвовал      | не участвовал        | 2                                                               |
| до 84 кг     | Эхсан Лашгари   | Байдуашов (KAZ) 3-0   | Нурмагомедов (ARM) 0-5 | Уришев (RUS) 3-0     | Шарифов (AZE) 1-3    | Завершил выступление | не участвовал      | Болюкбаши (TUR) 3-0  | 3                                                               |
| до 96 кг     | Реза Яздани     | не участвовал         | Гадисов (RUS) 3-1      | Мусаев (KGZ) 3-0     | Андрейцев (UKR) 0-5  | Завершил выступление | не участвовал      | Гозюмов (AZE) 0-5    | 5                                                               |
| до 120 кг    | Комейл Гасеми   | не участвовал         | Буллар (CAN) 3-0       | Таймазов (UZB) 0-3   | Завершил выступление | Завершил выступление | Матухин (GER) 3-0  | Длагнев (USA) 3-0    | (c 11 августа 2012 по 25 июля 2019 года), (с 26 июля 2019 года) |

Греко-римская борьба
| Соревнование | Спортсмены         | Первый раунд       | Второй раунд         | Четвертьфинал        | Полуфинал            | Финал                | Утешительный раунд | Бой за 3-е место   | Место |
| Соревнование | Спортсмены         | Соперник Результат | Соперник Результат   | Соперник Результат   | Соперник Результат   | Соперник Результат   | Соперник Результат | Соперник Результат | Место |
| ------------ | ------------------ | ------------------ | -------------------- | -------------------- | -------------------- | -------------------- | ------------------ | ------------------ | ----- |
| до 55 кг     | Хамид Сориан       | не участвовал      | Эралиев (KGZ) 3-1    | Модош (HUN) 3-0      | Ниблом (DEN) 3-0     | Байрамов (AZE) 3-0   | не участвовал      | не участвовал      | 1     |
| до 60 кг     | Омид Норузи        | Шэн (CHN) 3-1      | Ангелов (BUL) 3-0    | Кебиспаев (KAZ) 3-0  | Мацумото (JPN) 3-0   | Лашхи (GEO) 3-0      | не участвовал      | не участвовал      | 1     |
| до 66 кг     | Саид Абдвали       | не участвовал      | Юксель (TUR) 3-0     | Гено (FRA) 0-3       | Завершил выступление | Завершил выступление | не участвовал      | не участвовал      | 11    |
| до 84 кг     | Хабиболла Ахлаги   | Шори (CUB) 1-3     | Завершил выступление | Завершил выступление | Завершил выступление | Завершил выступление | не участвовал      | не участвовал      | 13    |
| до 96 кг     | Гасем Резаи        | не участвовал      | Ильдем (TUR) 3-1     | Алексанян (ARM) 3-0  | Эстрада (CUB) 3-0    | Тотров (RUS) 3-0     | не участвовал      | не участвовал      | 1     |
| до 120 кг    | Башир Бабаджанзаде | Надим (IRQ) 3-0    | Патрикеев (ARM) 3-1  | Еурен (SWE) 0-3      | Завершил выступление | Завершил выступление | не участвовал      | не участвовал      | 7     |

### Велоспорт
Спортсменов —

#### Шоссейный велоспорт
Мужчины
| Соревнование     | Спортсмены | Время | Место |
| ---------------- | ---------- | ----- | ----- |
| групповая гонка  |            |       |       |
|                  |            |       |       |
|                  |            |       |       |
| раздельная гонка |            |       |       |

### Гребля на байдарках и каноэ
Спортсменов —

#### Гребля на гладкой воде
Мужчины
| Соревнование | Спортсмены | Предварительный этап | Предварительный этап | Полуфиналы | Полуфиналы | Финал | Финал |
| Соревнование | Спортсмены | Время                | Место                | Время      | Место      | Время | Место |
| ------------ | ---------- | -------------------- | -------------------- | ---------- | ---------- | ----- | ----- |
| Б-1, 1000 м  |            |                      |                      |            |            |       |       |

Женщины
| Соревнование | Спортсмены | Предварительный этап | Предварительный этап | Полуфиналы | Полуфиналы | Финал | Финал |
| Соревнование | Спортсмены | Время                | Место                | Время      | Место      | Время | Место |
| ------------ | ---------- | -------------------- | -------------------- | ---------- | ---------- | ----- | ----- |
| Б-1, 200 м   |            |                      |                      |            |            |       |       |

### Дзюдо
Спортсменов — 2
Мужчины
| Категория    | Спортсмен            | Турнир       | 1/16 финала        | 1/8 финала         | Четвертьфинал      | Полуфинал          | Финал              | Место |
| Категория    | Спортсмен            | Турнир       | Соперник Результат | Соперник Результат | Соперник Результат | Соперник Результат | Соперник Результат | Место |
| ------------ | -------------------- | ------------ | ------------------ | ------------------ | ------------------ | ------------------ | ------------------ | ----- |
| до 100 кг    | Джавад Махджуб       | За 1-е место |                    |                    |                    |                    |                    |       |
| до 100 кг    | Джавад Махджуб       | За 3-е место |                    |                    |                    |                    |                    |       |
| свыше 100 кг | Мохаммад Реза Рудаки | За 1-е место |                    |                    |                    |                    |                    |       |
| свыше 100 кг | Мохаммад Реза Рудаки | За 3-е место |                    |                    |                    |                    |                    |       |

### Лёгкая атлетика
Спортсменов —
Мужчины
| Дисциплина      | Спортсмен | Предварительный раунд | Предварительный раунд | Четвертьфиналы | Четвертьфиналы | Полуфиналы | Полуфиналы | Финал     | Финал |
| Дисциплина      | Спортсмен | Результат             | Место                 | Результат      | Место          | Результат  | Место      | Результат | Место |
| --------------- | --------- | --------------------- | --------------------- | -------------- | -------------- | ---------- | ---------- | --------- | ----- |
| 400 м           |           |                       |                       |                |                |            |            |           |       |
| 800 м           |           |                       |                       |                |                |            |            |           |       |
| ходьба на 20 км |           |                       |                       |                |                |            |            |           |       |
| толкание ядра   |           |                       |                       |                |                |            |            |           |       |
| метание диска   |           |                       |                       |                |                |            |            |           |       |
| метание молота  |           |                       |                       |                |                |            |            |           |       |

Женщины
| Дисциплина    | Спортсмен | Предварительный раунд | Предварительный раунд | Четвертьфиналы | Четвертьфиналы | Полуфиналы | Полуфиналы | Финал     | Финал |
| Дисциплина    | Спортсмен | Результат             | Место                 | Результат      | Место          | Результат  | Место      | Результат | Место |
| ------------- | --------- | --------------------- | --------------------- | -------------- | -------------- | ---------- | ---------- | --------- | ----- |
| толкание ядра |           |                       |                       |                |                |            |            |           |       |

### Настольный теннис
Спортсменов — 2
Соревнования по настольному теннису проходили по системе плей-офф. Каждый матч продолжался до тех пор, пока один из теннисистов не выигрывал 4 партии. Сильнейшие 16 спортсменов начинали соревнования с третьего раунда, следующие 16 по рейтингу стартовали со второго раунда. 
Мужчины
| Соревнование     | Спортсмены         | Квалификация       | Первый раунд             | Второй раунд             | Третий раунд             | 1/8 финала           | Четвертьфинал        | Полуфинал            | Финал                | Место |
| Соревнование     | Спортсмены         | Соперник Результат | Соперник Результат       | Соперник Результат       | Соперник Результат       | Соперник Результат   | Соперник Результат   | Соперник Результат   | Соперник Результат   | Место |
| ---------------- | ------------------ | ------------------ | ------------------------ | ------------------------ | ------------------------ | -------------------- | -------------------- | -------------------- | -------------------- | ----- |
| Одиночный разряд | Ношад Аламьян (32) | Не участвовал      | Д. Хань (AUS) (64) В 4:0 | Тан Пэн (HKG) (19) В 4:3 | Т. Болль (GER) (4) П 0:4 | Завершил выступление | Завершил выступление | Завершил выступление | Завершил выступление | 17    |

Женщины
Одиночный разряд
| Соревнование     | Спортсмены     | Предварительный раунд | Первый раунд       | Второй раунд       | Третий раунд       | Четвёртый раунд    | Четвертьфинал      | Полуфинал          | Финал              |
| Соревнование     | Спортсмены     | Соперник Результат    | Соперник Результат | Соперник Результат | Соперник Результат | Соперник Результат | Соперник Результат | Соперник Результат | Соперник Результат |
| ---------------- | -------------- | --------------------- | ------------------ | ------------------ | ------------------ | ------------------ | ------------------ | ------------------ | ------------------ |
| Одиночный разряд | Неда Шахсавари |                       |                    |                    |                    |                    |                    |                    |                    |

### Стрельба
Спортсменов — 3
Мужчины
| Соревнование                       | Спортсмены | Квалификация | Квалификация | Финал | Всего     | Всего |
| Соревнование                       | Спортсмены | Результат    | Место        | Финал | Результат | Место |
| ---------------------------------- | ---------- | ------------ | ------------ | ----- | --------- | ----- |
| Пневматический пистолет, 10 метров |            |              |              |       |           |       |

Женщины
| Соревнование                       | Спортсмены | Квалификация | Квалификация | Финал | Всего     | Всего |
| Соревнование                       | Спортсмены | Результат    | Место        | Финал | Результат | Место |
| ---------------------------------- | ---------- | ------------ | ------------ | ----- | --------- | ----- |
| Пневматическая винтовка, 10 метров |            |              |              |       |           |       |
|                                    |            |              |              |       |           |       |

### Стрельба из лука
Спортсменов — 2
Мужчины
| Соревнование              | Спортсмены | Квалификация | Квалификация | 1/32 финала        | 1/16 финала        | 1/8 финала         | Четвертьфинал      | Полуфинал          | Финал              |
| Соревнование              | Спортсмены | Результат    | Место        | Соперник Результат | Соперник Результат | Соперник Результат | Соперник Результат | Соперник Результат | Соперник Результат |
| ------------------------- | ---------- | ------------ | ------------ | ------------------ | ------------------ | ------------------ | ------------------ | ------------------ | ------------------ |
| Индивидуальное первенство |            |              |              |                    |                    |                    |                    |                    |                    |

Женщины
| Соревнование              | Спортсмены | Квалификация | Квалификация | 1/32 финала        | 1/16 финала        | 1/8 финала         | Четвертьфинал      | Полуфинал          | Финал              |
| Соревнование              | Спортсмены | Результат    | Место        | Соперник Результат | Соперник Результат | Соперник Результат | Соперник Результат | Соперник Результат | Соперник Результат |
| ------------------------- | ---------- | ------------ | ------------ | ------------------ | ------------------ | ------------------ | ------------------ | ------------------ | ------------------ |
| Индивидуальное первенство |            |              |              |                    |                    |                    |                    |                    |                    |

### Тхэквондо
Мужчины
| Соревнование | Спортсмены      | Турнир       | 1/8 финала                    | Четвертьфинал                 | Полуфинал                       | Финал                          |
| Соревнование | Спортсмены      | Турнир       | Соперник Результат            | Соперник Результат            | Соперник Результат              | Соперник Результат             |
| ------------ | --------------- | ------------ | ----------------------------- | ----------------------------- | ------------------------------- | ------------------------------ |
| до 68 кг     | Мохаммад Багери | За 1-е место | Давид Буи (CAF) поб. 7—2      | Рохулла Никпай (AFG) поб. 5—4 | Диего Силва (BRA) поб. +5—5     | Сервет Тазегюль (TUR) пор. 5—6 |
| до 68 кг     | Мохаммад Багери | За 3-е место | Не прошёл                     | Не прошёл                     | Не прошёл                       | Не прошёл                      |
| до 80 кг     | Юсеф Карами     | За 1-е место | Николас Гарсия (ESP) пор. 2—8 | Не прошёл                     | Не прошёл                       | Не прошёл                      |
| до 80 кг     | Юсеф Карами     | За 3-е место |                               |                               | Лутало Мухаммад (GBR) пор. 7—11 | Не прошёл                      |

Женщины
| Соревнование | Спортсмены     | Турнир       | 1/8 финала                   | Четвертьфинал      | Полуфинал          | Финал              |
| Соревнование | Спортсмены     | Турнир       | Соперник Результат           | Соперник Результат | Соперник Результат | Соперник Результат |
| ------------ | -------------- | ------------ | ---------------------------- | ------------------ | ------------------ | ------------------ |
| до 67 кг     | Сусан Хаджипур | За 1-е место | Кармен Мартон (AUS) пор. 4—5 | Не прошла          | Не прошла          | Не прошла          |
| до 67 кг     | Сусан Хаджипур | За 3-е место | Не прошла                    | Не прошла          | Не прошла          | Не прошла          |

### Тяжёлая атлетика
Спортсменов — 6
Мужчины
| Категория    | Спортсмен          | Вес    | Рывок | Рывок | Рывок | Толчок | Толчок | Толчок | Всего | Место |
| Категория    | Спортсмен          | Вес    | 1     | 2     | 3     | 1      | 2      | 3      | Всего | Место |
| ------------ | ------------------ | ------ | ----- | ----- | ----- | ------ | ------ | ------ | ----- | ----- |
| до 85 кг     | Сохраб Моради      | 84.19  | 166   | 166   | 166   | —      | —      | —      | —     | —     |
| до 85 кг     | Киануш Ростами     | 84.35  | 171   | 174   | 174   | 209    | 214    | 214    | 380   | 2     |
| до 94 кг     | Саид Мохаммадпур   | 94.00  | 177   | 180   | 183   | 219    | 224    | 226    | 402   | 1     |
| до 105 кг    | Наваб Насиршелал   | 104.41 | 183   | 183   | 184   | 222    | 227    | 229    | 411   | 1     |
| свыше 105 кг | Саджад Ануширавани | 152.46 | 198   | 204   | 204   | 237    | 245    | 251    | 449   | 2     |
| свыше 105 кг | Бехдад Салими      | 168.19 | 201   | 205   | 208   | 247    | 264    | —      | 455   | 1     |

### Фехтование
Спортсменов — 1
Мужчины
| Соревнование         | Спортсмены       | 1/16 финала        | 1/8 финала         | Четвертьфиналы     | Полуфиналы         | Матч за 3-е место  | Финал              | Место |
| Соревнование         | Спортсмены       | Соперник Результат | Соперник Результат | Соперник Результат | Соперник Результат | Соперник Результат | Соперник Результат | Место |
| -------------------- | ---------------- | ------------------ | ------------------ | ------------------ | ------------------ | ------------------ | ------------------ | ----- |
| Индивидуальная сабля | Моджтаба Абедини |                    |                    |                    |                    |                    |                    |       |